# مولکاتوو
مولکاتوو (انگلیسی: Mulkatovo) یک شهرک در شهرستان دووانسکی در استان باشقیرستان کشور روسیه است.